# Мазур, Брет
Брет Хэдли (Эпик) Мазур (англ. Bret Hadley 'Epic' Mazur; родился 31 августа 1970 года) — американский музыкант, продюсер, рэпер и певец. Известен как бывший вокалист и основатель группы Crazy Town.

## Биография
Брет Мазур родился в Бруклине, Нью-Йорк, прежде чем он и его родители переехали в Голливуд, Лос-Анджелес. Именно здесь он начал работать диджеем в 16 лет и получил от друга псевдоним «Epic». Мазур окончил среднюю школу Уильяма Говарда Тафта в Лос-Анджелесе. Затем он сотрудничал с Ричардом Вольфом в составе продюсерской команды «Wolf & Epic» над альбомами Bell Biv DeVoe, Ralph Tresvant, MC Lyte и MC Serch.
У Мазура есть сын Макс, который родился в 1996 году. Является двоюродным братом актрисы Моне Мазур. Её можно увидеть в клипе на песню Revolving Door группы Crazy Town вместе с Кимберли Стюартом.

## Crazy Town
Группа Crazy Town была основана Мазуром и Сетом Бинзером, в 1995 году под первоначальным названием «The Sriggers Brimstone». К началу 1999 года группа переименовалась как Crazy Town, и вся она состояла из Мазура, Бинзера, Раста Эпикью, Джеймса Брэдли-младшего, Дуга Миллера, DJ AM и Антонио Лоренцо. Их дебютный альбом The Gift of Game был выпущен в ноябре 1999 года и записан в этом же году. Это стало их большим успехом после того, как их сингл Butterfly достиг № 1 на Billboard Hot 100, что привело к хорошим продажам, превышающим 1,5 миллиона копий. Их второй альбом 2002 года Darkhorse был коммерческим провалом, и группа распалась вскоре после его выпуска.
Группа воссоединилась в 2007 году, и Мазур заявил, что третий альбом Crazy Town, условно названный Crazy Town Is Back, будет выпущен сразу после его сольного альбома Strip to This весной 2008 года. Ни один альбом не был выпущен, хотя Crazy Town действительно выпустили третий студийный альбом, The Brimstone Sluggers спустя 8 лет после воссоединения, в 2015 году. После года перерыва в группе, Мазур объявил в январе 2017 года через Facebook, что больше не будет гастролировать с группой.